# Julie Christie
Julie Frances Christie, angleška filmska igralka, * 14. april 1941, Assam, Indija.

## Filmografija
- Billy Liar (1963)
- Darling (1965)
- Doktor Živago (1965)
- Fahrenheit 451 (1966)
- Far from the Madding Crowd (1967)
- Tonite Let's All Make Love in London (1967)
- Petulia (1968)
- McCabe & Mrs. Miller (1971)
- The Go-Between (1971)
- Don't Look Now (1973)
- Shampoo (1975)
- Nashville (1975)
- Demon Seed (1977)
- Heaven Can Wait (1978)
- Memoirs of a Survivor (1981)
- The Return of the Soldier (1982)
- Heat and Dust (1983)
- The Railway Station Man (1992)
- Hamlet (1996)
- Afterglow (1997)
- Belphégor - Le fantôme du Louvre (2001)
- No Such Thing (2001)
- Harry Potter and the Prisoner of Azkaban (2004)
- Finding Neverland (2004)
- Troja (2004)
- Away From Her (2006)